# Таранівка (річка)
Таранівка, також Семирічка — річка в Україні, у межах Немирівської та Іллінецької міських територіальних громад,   Вінницького району Вінницької області. 
Права притока р.Собок (притока Собу, басейн Південного Бугу). 
Тече через села Бондурівка, Жорнище та Лугова. Впадає у Собок за 9,6 км від гирла. Довжина — 16 км, площа — 50,4 км².